# Чибіс-М
Чи́біс-М — мікросупутник космічного експерименту «Дослідження фізичних процесів при атмосферних грозових розрядах». Призначений для детального вивчення фізичних механізмів електричних розрядів в атмосфері в самому широкому діапазоні енергій — від радіо-до гамма-випромінювання.
Крім суто наукового, вивчення цього явища представляє і практичну важливість. Перш за все, надпотужне гамма-випромінювання на висотах 10-20 кілометрів — це потенційна небезпека для екіпажів і пасажирів літаків. Гамма-випромінювання, яке все ж досягає Землі, покриває великі площі, що може виявитися важливим як з точки зору екології, так і з точки зору безпеки людей. Нарешті, надпотужні поодинокі радіоімпульси мають потужне випромінювання практично в усьому використовуваному діапазоні радіохвиль (до 3 ГГц і вище) і можуть служити зручним природним джерелом випромінювання для створення глобального моніторингу радіозв'язку.

## Виведення на орбіту
25 січня на робочу орбіту був виведений російський мікросупутник «Чибіс-М». Апарат призначений для дослідження з космосу грозових розрядів в земній атмосфері і став першим мікросупутником, реалізованим на спеціальній платформі «Чибіс», розробленої та створеної в ІКД РАН.
Мікросупутник «Чибіс-М» в спеціальному транспортно-пусковому контейнері (ТПК) був доставлений на борт Міжнародної космічної станції транспортно-вантажним кораблем «Прогрес М-13М» 2 листопада 2011 р. Перед розстиковкою ТВК від МКС космонавти демонтували з нього стикувальний механізм і встановили контейнер з космічним апаратом. Після відстиковки від МКС 24 січня 2012 в 0:00 09 хвилин 35 секунд за київським часом корабель «Прогрес М-13М», використовуючи додаткове паливо, піднявся на орбіту ~500 км, й по команді за допомогою пружини «Чибіс-М» був виштовхнутий з «Прогресу» і почав автономний політ.

## Наукова програма
Земні грози, попри високу частоту проявів, — явище повною мірою не вивчене. Великим сюрпризом для дослідників став той факт, що в ході блискавичних розрядів відбуваються спалахи гамма-випромінювання. Такі спалахи вперше в 1994 р. зареєстрував супутник BATSE (космічна гамма-обсерваторія Compton, НАСА). Це явище отримало назву «атмосферного гамма-сплеску» (TGF — Terrestrial Gamma-Flash). Їх розташування на карті Землі добре збігається з тими районами, де особливо часто відбуваються грози.
Спроба пояснити гамма-сплески привела фізиків з Фізичного інституту ім. П. М. Лебедєва РАН на чолі з академіком Олександром Гуревичем до так званої моделі пробою на втікаючих електронах. В загальному вигляді вона виглядає так. Якщо до системи докласти значне електричне поле, то зіткнення будуть не в силах зупинити електрони, які почнуть вільно прискорюватися. Б'ючись об молекули середовища, вони стануть лавиноподібно вивільняти інші високоенергійні електрони. Так виникає пробій.
У разі грози, відповідно до теорії, необхідне електричне поле створюється електричними зарядами на хмарах, після чого прискорені частинки залишають атмосферу, народжуючи гамма-випромінювання. В напрямку до Землі, його поглинає атмосфера, але за напрямом в космос, воно проходить вільніше і може бути зареєстровано приладами, встановленими на космічних апаратах.
Мікросупутник «Чибіс-М» був створений спеціально для перевірки цієї теорії в Інституті космічних досліджень РАН спільно з іншими науковими організаціями. Приставка «мікро» означає, що маса супутника не перевищує 100 кг, «Чибіс-М» на Землі важить всього 40 кг, з яких приблизно третина йде на комплекс наукової апаратури (КНА) «Гроза». Це перший випадок коли на одному супутнику встановлений комплекс приладів, який «перекриває» діапазон від гамма-до радіовипромінювання. Таким чином, дослідники сподіваються відслідкувати якомога більше число процесів, які відбуваються при грозовому розряді.
КНА «Гроза» унікальний, оскільки в нього входять детектори рентгенівського, гамма-, ультрафіолетового і радіовипромінювання (30-50 МГц), що генеруються при грозовому розряді на висоті 13-20 км. В КНА входять і прилади для вивчення плазмових коливань. Щоб зрозуміти, чи супроводжуються ці випромінювання спалахами блискавок, КНА оснащений цифровою фотокамерою.
Детектор рентгенівського і гамма-випромінювання (РГД) і Детектор ультрафіолетового випромінювання (ДУФ) створені в Науково-дослідному інституті ядерної фізики ім. Д. В. Скобельцина МГУ. Радіочастотний аналізатор Мірча створений в ІКД РАН. В КНА входить також цифрова камера ЦФК (ІКД РАН), яка буде робити знімки Землі в оптичному діапазоні і детектор-аналізатори електромагнітних випромінювань (0,1-40000 Гц) — магнітно-плазмовий комплекс МВК, створений Львівським центр Інституту космічних досліджень Національної академії наук України та Державного космічного агентства України та Університетом Етвеша (Угорщина).
«Чибіс-М» стоїть в одному ряду з декількома апаратами, які також займаються дослідженням блискавичних розрядів і явищ у верхній атмосфері. У їх числі — Firefly (НАСА, варіант CubeSat) і Taranis (Космічне агентство Франції CNES, запуск 2015 р.).

## Академічне призначення
Крім наукової програми, мікросупутник «Чибіс-М» важливий тим, що він став першим малим апаратом, створеним на базі спеціальної мікросупутникової платформи «Чибіс». Ця платформа була розроблена в рамках академічної програми «Створення і використання мікросупутникових платформ Російської академії наук для фундаментальних і прикладних космічних досліджень». У Спеціальному конструкторському бюро ІКД РАН проводилося не тільки проєктування і виготовлення мікросупутника, але і повний цикл його електричних, командно-інформаційних, віброударних, термовакуумного випробувань. Також була створена і наземна інфраструктура для прийому і обробки інформації із супутника. Роботи з управління супутником ведуться на наземному комплексі НІЛАКТ ДОСААФ в місті Калуга, а також на віддаленому наземному Комплексі НІЛАКТ, розташованому в м. Красноярськ.
Супутник «Чибіс-М» — перший у лінійці малих апаратів, реалізованих на платформі «Чибіс». Проте вже зараз в ІКД йде робота над науковою навантаженням для наступного мікросупутника, завдання якого — моніторинг парникових газів (насамперед, вуглекислоти) і катастрофічних явищ на поверхні, в атмосфері та іоносфері Землі. Нарешті, обговорюється третій мікросупутник для регіональних досліджень «БалканСат».
Слід зазначити, що в ІКД РАН був розроблений новий метод використання інфраструктури Російського сегмента МКС для виведення мікросупутника з борту транспортно-вантажного корабля (ТВК) «Прогрес». Після відстикування від станції ТВК піднімається на вищу орбіту, після чого мікросупутник з допомогою ТПК вирушає в самостійний політ. Схожий метод використовувався в 2001 р., коли на орбіту був виведений створений в ІКД РАН російсько-австралійський науково-освітній мікросупутник «Колібрі-2000». Цей апарат, крім наукової, виконував і освітню задачу — його дані могли брати участь в проєкті загальноосвітні школи Росії та Австралії.
У програмі «Чибіс-М» також передбачені освітні програми, які розробляються НДІЯФ МДУ і ІКД РАН для університетів і шкіл.